# Osîtneajka, Kirovohrad
Osîtneajka (în ucraineană Оситняжка) este localitatea de reședință a comunei Osîtneajka din raionul Kirovohrad, regiunea Kirovohrad, Ucraina.

## Demografie
Componența lingvistică a localității Osîtneajka
     Ucraineană (96,97%)
     Rusă (2,69%)
     Alte limbi (0,25%)
Conform recensământului din 2001, majoritatea populației localității Osîtneajka era vorbitoare de ucraineană (96,97%), existând în minoritate și vorbitori de rusă (2,69%).